# Resolutie 1379 Veiligheidsraad Verenigde Naties
Resolutie 1379 van de Veiligheidsraad van de Verenigde Naties werd unaniem door de VN-Veiligheidsraad aangenomen op 20 november 2001.

## Inhoud

### Waarnemingen
De Veiligheidsraad erkende dat gewapende conflicten een grote impact hadden op kinderen en derhalve de vrede op lange termijn. Alle betrokken partijen moesten het Handvest van de Verenigde Naties en het internationaal recht ter zake naleven, vooral al het over kinderen ging.

### Handelingen
De Veiligheidsraad wilde aandacht schenken aan kinderen in gewapende conflicten en aan hen denken als over het mandaat van een vredesoperatie werd beslist. De strijdende partijen zouden desgepast worden opgeroepen om maatregelen te nemen om vrouwen, kinderen en andere kwetsbare groepen te beschermen. Het was ook van belang dat hulpverleners ongehinderd toegang hadden tot alle kinderen.
Ook de lidstaten, de secretaris-generaal, de gespecialiseerde VN-organisaties en internationale organisaties werd gevraagd aandacht te hebben voor getroffen kinderen en hun bescherming. De secretaris-generaal werd ten slotte nog gevraagd een lijst van partijen die kindsoldaten inzetten op te stellen.

## Verwante resoluties
- Resolutie 1353 Veiligheidsraad Verenigde Naties
- Resolutie 1366 Veiligheidsraad Verenigde Naties
- Resolutie 1422 Veiligheidsraad Verenigde Naties (2002)
- Resolutie 1460 Veiligheidsraad Verenigde Naties (2003)

Lijst ·  1335 ·  1336 ·  1337 ·  1338 ·  1339 ·  1340 ·  1341 ·  1342 ·  1343 ·  1344 ·  1345 ·  1346 ·  1347 ·  1348 ·  1349 ·  1350 ·  1351 ·  1352 ·  1353 ·  1354 ·  1355 ·  1356 ·  1357 ·  1358 ·  1359 ·  1360 ·  1361 ·  1362 ·  1363 ·  1364 ·  1365 ·  1366 ·  1367 ·  1368 ·  1369 ·  1370 ·  1371 ·  1372 ·  1373 ·  1374 ·  1375 ·  1376 ·  1377 ·  1378 ·  1379 ·  1380 ·  1381 ·  1382 ·  1383 ·  1384 ·  1385 ·  1386